# روبن بارسونز
روبن بارسونز (بالإنجليزية: Reuben Parsons)‏ هو مؤرخ وقسيس أمريكي، ولد في 1841، وتوفي في 14 أبريل 1906.